# Fuente Encalada
Fuente Encalada è un comune spagnolo di 131 abitanti situato nella comunità autonoma di Castiglia e León.